# 半澤明日香
半澤 明日香（はんざわ あすか、1987年7月15日 - ）は宮城県出身のアイドル、タレントである。元ピー・ビー・ビー所属

## 人物
- 仙台にいたときは、ダンスユニットに所属していた。
- 地元の仙台から2009年7月上京[1]。
- 上京と同時にアイドルユニット「うょち〜し」に加入し、ライブに出演している。
- 2012年6月をもってピー・ビー・ビーを退所[2]、その直後の7月を最後にブログの更新も止まっている。

## 出演

### 舞台
- 桃色ナースステーション（2009年11月、劇団女神座）
- ONEICHAN'S ELEVEN（2010年2月、劇団女神座）